# Dječje igralište
Dječje igralište mjesto je prilagođeno i namijenjeno za dječju igru, obično na otvorenom. Prostori za igranje u zatvorenom nazivaju se igraonicama.
Dječja igrališta obično imaju rekreacijsku opremu poput klackalica, vrtuljaka, ljuljački, tobogana, penjalica, sprava za zgibove, pješčanika, opružnih njihalica, prečki za veranje, vodoravnih ljestava, trapeznih kolutova, kućica za igranje, labirinata, itd. od kojih mnogi pomažu djeci razviti tjelesnu koordinaciju, snagu i fleksibilnost, a jednako tako im pružaju rekreaciju i zabavu. Ponekad su te sprave međusobno povezane dijelovima opreme.

## Više informacija
- dječja igra
- avanturski park